# Juscelino Kubitscheck Airport
Juscelino Kubitscheck Airport är en flygplats i Brasilien.   Den ligger i kommunen Teófilo Otoni och delstaten Minas Gerais, i den sydöstra delen av landet, 700 km öster om huvudstaden Brasília. Juscelino Kubitscheck Airport ligger 463 meter över havet.
Terrängen runt Juscelino Kubitscheck Airport är huvudsakligen kuperad, men norrut är den platt. Närmaste större samhälle är Teófilo Otoni, 4,0 km norr om Juscelino Kubitscheck Airport.
Omgivningarna runt Juscelino Kubitscheck Airport är huvudsakligen savann. Runt Juscelino Kubitscheck Airport är det ganska tätbefolkat, med 100 invånare per kvadratkilometer.